# Arnd Peiffer
Arnd Peiffer (Wolfenbüttel, 18. ožujka 1987.), njemački je biatlonac, olimpijski pobjednik i četverostruki svjetski prvak. Ostvario je 16 pobjeda i 56 postolja u Svjetskom kupu. Deseterostruki je njemački prvak u sprintu, masovnom startu i šafeti. Po zanimanju je policijski službenik.
Četiri puta proglašen je Športašem godine Donje Saske, od čega tri godine zaredom (2009. – 2011.)
Osim u biatlonu, natječe se i u skijaškom trčanju, u kojem je nastupio i na Zimskim olimpijskim igrama 2014. u ruskom Sočiju.